# Galán (Santander)
Galán es un municipio colombiano ubicado en el departamento de Santander, más exactamente, en la Provincia Comunera, al centro-sur del departamento.

## Geografía
El territorio municipal está conformado en un 27% por pendientes planas a leves y el 73% restante con pendientes inclinadas a muy empinadas. Territorialmente limita por el norte con el municipio de Zapatoca, del que está separado por la quebrada Pao; por el sur limita  con el municipio del Hato y con el Palmar en la quebrada Chirigua; por el oriente con los municipios de Barichara y Cabrera, de los que lo separa el río Suárez, y por el occidente con los municipios de San Vicente de Chucurí y El Carmen de Chucurí, lindando físicamente con la serranía de los Yariguíes.

## División Político-Administrativa

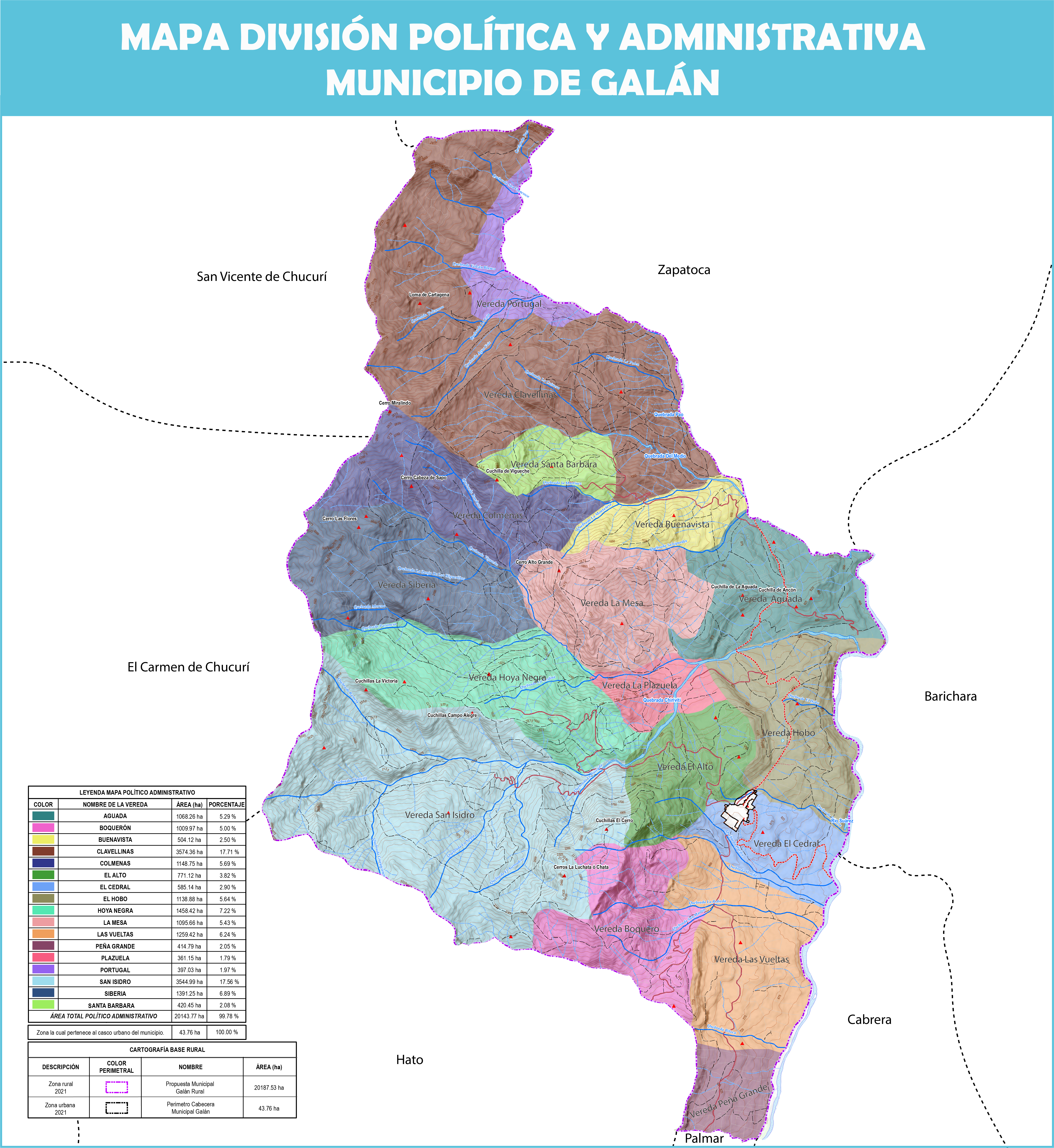
Mapa del municipio Galán (Santander).

La cabecera municipal presenta una temperatura de 26 °C, con una extensión de 0,17 km² (17,93 hectáreas) y 281 predios, distribuidos en 6 barrios, a saber: La Feria, El Caracol, las Cuatro, La Floresta, Hospital y Monserrate. 
El área rural tiene una extensión de 205,53 km² (20.552,56 hectáreas) y 1.332 predios, distribuidos en 17 veredas, así: 
Clavellinas (Clavellinas y sector Portugal), Santa Bárbara, Colmenas, Buenavista, Aguada, La Mesa, Siberia, Plazuela, Hoya Negra, El Alto, Hobo, El Cedral, San Isidro, Boquerón, Las Vueltas y Peña Grande.

## Historia
La región de Galán tuvo como primeros moradores a los guanes, quienes estaban ubicado en un territorio que, según los cronistas Fray Pedro Simón, Otero y Juan de Castellanos, limitaba al norte con el Río de Oro, la mesa de Juan Rodríguez y el río Guaca; al oriente con los río Guaca, Chicamocha y Onzaga; al sur con los río Lenguaruco y el Saravita o Suárez, y al occidente con los ríos Suárez, Sogamoso y la cordillera de los Yarigûíes. El poblamiento del actual municipio de Galán corresponde a los asentamientos establecidos durante el siglo XVIII en el sitio conocido con el nombre de Moncora, en la margen izquierda del río Suárez, comprendido entre las quebradas La Robada, Pao y Subitoca hasta la cordillera de los Yariguíes.
Los párrocos de Simacota y Zapatoca administraban por intervalos de tiempo al campesinado, pero en 1762 el párroco de Zapatoca, Juan Joseph Julián Acevedo de la Parra, solicitó al arzobispo la licencia para erigir en las cercanías de la quebrada de La Robada una capilla que sirviera como viceparroquia suya, con el fin de mejorar la administración de este feligresado distante. Hacia 1772 existió una población de 484 vecinos, de los cuales 294 se alejaron de la parroquia de Zapatoca y 75 eran feligreses del párroco de Simacota.
El 28 de agosto de 1789 fue fundado el poblado con el nombre de San José de la Robada, por Francisco Javier Gamarra, Matías José de Ardila e Ignacio José de Rueda, por estar cercano al cerro llamado La Robada. 
En su condición de distrito parroquial de La Robada fue inscrito en 1824 en el cantón de Zapatoca. pero en 1829 pasó a la jurisdicción del cantón de Barichara al ser suspendido el cantón de Zapatoca por orden del Libertador Simón Bolívar. En 1844, al crearse la provincia de Guanentá, entró a conformar su territorio con la implantación del régimen constitucional del estado de Santander. En 1857 hizo parte del circuito municipal de Barichara, para 2 años después ser inscrito en el nuevo departamento de Guanentá. San José de la Robada fue destruida por un terremoto el 1869; los habitantes de los municipios vecinos durante 12 años contribuyeron en la ardua reconstrucción, siendo este uno de los esfuerzos más significativos en la historia del departamento. En 1881 el Cabildo Municipal decidió cambiar el nombre de San José de la Robada por el de Galán, en memoria del caudillo charaleño José Antonio Galán, líder de la Insurrección comunera de 1781. En 1931 fue convertido en Provincia de Galán para luego pasar a ser parte de la Provincia Comunera, según ordenamiento de Planeación Departamental.

## Participación del pueblo galanero en la Revolución Comunera
La carga tributaria impuesta por la Corona española también se dejó sentir en estos territorios de San José de la Robada pues sus gentes, de costumbres tradicionales, se dedicaban a la agricultura con instrumentos rudimentarios, produciendo en la hoya del río Saravita o Suárez tabaco y maíz. Cuando se extendió por toda la región el nuevo sistema tributario, produjo que las gentes de esta pequeña aldea tomaran vocería en el líder popular don Felipe Mauricio Aranda, quien arengó a la población reuniendo 184 hombres para que se trasladaran a participar en el Movimiento Comunero de 1781.
Durante el descontento por los nuevos impuestos, el 3 de abril de 1781, en el pueblo de La Robada, los capitanes saquearon las factorías del tabaco y luego procedieron a vender cuarenta cargas de este. Los encargados de cobrar los tributos en esta comarca tuvieron que huir para dar aviso al fiscal del tributo del Socorro.
El espíritu combativo de los nacidos en San José de la Robada vuelve a hacerse manifiesto en los albores de nuestra Independencia,  como en el documento que fuere enviado al señor cura vicario de la Junta Suprema del Socorro don Pablo Joaquín Sarmiento, que a la letra reza su último párrafo:” Armados con el celo militar y la voz de nuestro pastor que nos anima, estamos resueltos a perecer regando nuestros campos con nuestra sangre en defensa de la religión, la patria y Fernando VII.  Firmado La Robada enero 31 de 1811, firmado Joaquín Acebedo, Salvador Cadena Plata, José Casimiro Acebedo”.   

## Economía
La fuerza económica del municipio está representada por las actividades agrícolas y ganaderas (sector primario) que concentran un 81,7 % de la población económicamente activa. La actividad comercial conforma la estructura económica urbana principalmente con el 3,23 % de participación de los empleos de la población total del municipio. Los servicios sociales y públicos generan el 7 % de los empleos a nivel urbano y rural en relación con el total del municipio. Dentro del sector agrícola, Galán dedica un 37 % de sus tierras a los cultivos, destacándose el café, la yuca, el maíz y el plátano; un 32 % es destinado pastos de diferentes variedades.
Las actividades ganaderas están encabezadas por la cría de ganado bovino y, en menor medida, la de porcinos, caprinos y otros.[cita requerida]

## Festividades

###### Ferias y fiestas
Galán se adorna y expresa toda su cultura a través de actividades folclóricas, culturales, deportivas, cabalgatas y orquestas extraordinarias que permiten una integración completa entre habitantes y visitantes. Estas ferias se celebran cada dos años, comúnmente en los primeros días de enero.

###### Cumpleaños de Galán
Evento donde se conmemora los años de fundación del municipio. Celebración en la que se integran todos los galaneros con presentaciones artísticas y culturales; e igualmente se celebra el día del campesino; se celebra todos los años entre los días 27 y 28 de agosto del mes de agosto.

###### Festival del Plátano
Festival destinado a rendir homenaje a uno de los productos representativos del municipio. Se realizan actividades como el desfile de carrozas decoradas con productos y artesanías derivados de la mata de plátano, e igualmente se eligen reinas vestidas con un traje en el mismo material, que representan a su vereda o sector. Se realizan competencias como "el tragamaduro", "el carguero", "el producto más grande", entre otros.